# François Perroux
François Perroux (Saint-Romain-en-Gal, 19 de dezembro de 1903 – Stains, 2 de junho de 1987) foi um economista francês. Foi Professor do Collège de France, depois de ensinar na Universidade de Lyon e na Universidade de Paris.

## Teoria dos polos de crescimento
François Perroux elaborou sua teoria dos polos de crescimento em 1955, quando estudou a concentração industrial na França, em torno de Paris, e na Alemanha, ao longo do Vale do Ruhr (Perroux, 1977).
Os polos industriais de crescimento podem surgir em torno de uma aglomeração urbana importante (Paris) ou ao longo das grandes fontes de matérias-primas (Vale da Ruhr), assim como nos locais de passagem e fluxos comerciais significativos ou ainda em torno de uma grande área agrícola dependente.
O polo de crescimento tem uma forte identificação geográfica, porque é produto das economias de aglomeração geradas pelos complexos industriais, liderados pelas indústrias motrizes. Um complexo industrial é um conjunto de atividades ligadas por relações de insumo-produto e forma um pólo de crescimento quando for liderado por uma ou mais indústrias motrizes.
O polo de crescimento pode vir a tornar-se um polo de desenvolvimento quando provocar transformações estruturais e expandir a produção e o emprego no meio em que está inserido.